# Arnebia tschimaganica
Arnebia tschimaganica là loài thực vật có hoa trong họ Mồ hôi. Loài này được (B.Fedtsch.) G.L.Zhu mô tả khoa học đầu tiên năm 1982.